# まめきちまめこニートの日常
『まめきちまめこニートの日常』は、まめきちまめこが2015年1月10日より更新しているブログおよび漫画作品。
2022年3月には、月間PVが7000万を超え、ライブドアブログの最高記録を更新した。その後テレビアニメ化もされた。

## 登場キャラクター
声はアニメの声優、演は実写動画の演者。
まめきちまめこ
声 - 鬼頭明里 / 演 - 田辺智加
主人公。
マザ吉
声 - くじら
まめこの母。
姉吉
声 - 大地葉
まめこの姉。
ポニキ
声 - 羽多野渉
姉吉の旦那。
甥吉
声 - 三宅健太
姉吉の息子。
あーちゃん
声 - 沼倉愛美
まめこの親友。
こまち
声 - 三宅健太 / 演 - あんり
犬。
タビ
声 - 沼倉愛美 / 演 - きりやはるか
猫。
シンバ
声 - 羽多野渉
猫。
メロ
声 - 大地葉
猫。

## 書誌情報
- まめきちまめこ 『まめきちまめこニートの日常』 KADOKAWA、2015年8月22日発売[5]、ISBN 978-4-04-067742-2
- まめきちまめこ 『まめきちまめこニートの日常 こまちとタビ』 KADOKAWA、既刊5巻（2024年3月29日現在）
  1. 2020年2月27日発売[6]、ISBN 978-4-04-912629-7
  2. 2022年9月30日発売[7]、ISBN 978-4-04-914637-0
  3. 2022年9月30日発売[8]、ISBN 978-4-04-914638-7
  4. 2024年3月29日発売[9]、ISBN 978-4-04-914639-4
  5. 2024年3月29日発売[10]、ISBN 978-4-04-915682-9

## Web動画
2021年に『まめきちまめこ×ぼる塾 ニートの日常』のタイトルで実写化され、LINE NEWS内のコンテンツ「VISION」にて配信。ぼる塾のメンバーがキャラクターを演じており、1話5分で全8話。

### 各話リスト（Web動画）
| 話数 | サブタイトル                           | 配信日         |
| ---- | -------------------------------------- | -------------- |
| #1   | 日頃の行いの大切さを実感した日         | 2021年 6月16日 |
| #2   | 臭い物を嗅いだネコの腹立つ顔           | 6月23日        |
| #3   | 犬の背を見て育った猫                   | 6月30日        |
| #4   | 人の嫌がることが手に取るように分かる猫 | 7月7日         |
| #5   | 反省してる仕草だけはプロ級の犬         | 7月14日        |
| #6   | ベッドメイキングにこだわりがちな猫     | 7月21日        |
| #7   | 3か月に1回、猫がやらかすやつ           | 7月28日        |
| #8   | ふざけんな                             | 8月4日         |

## テレビアニメ
2022年10月3日よりフジテレビ系列「ポップUP!」「ぽかぽか」内のコーナーアニメとして2023年9月27日まで放送された。ナレーションは大塚明夫。

### スタッフ
- 原作 - まめきちまめこ「まめきちまめこニートの日常」[3]
- 監督・シリーズ構成 - 桑原智[3]
- キャラクターデザイン - 茅原渡[3]
- サブキャラクターデザイン - 永尾真琴[3]
- プロップデザイン - 新名昭彦
- 美術監督 - 酒井良美[3]
- 色彩設計 - 油谷ゆみ[3]、荒井めぐみ（第61話 - ）
- 撮影監督 - 大西博[3]
- 編集 - 内田渉[3]
- 音響監督 - 本山哲[3]
- 音楽 - 櫻井真一[3]
- 音楽制作 - フジパシフィックミュージック
- チーフプロデューサー - 高瀬透子
- プロデューサー - 榎本有希（第1話 - 第42話）→中谷真実（第43話 - ）
- アニメーションプロデューサー - 大澤宏志
- アニメーション制作 - 手塚プロダクション[3]
- 制作 - ニートの日常委員会[3]（フジテレビ、レッグス、フリュー、手塚プロダクション）

### 各話リスト（テレビアニメ）
| 話数   | サブタイトル                                       | 絵コンテ     | 演出                     | 作画監督          | 総作画監督 | 初放送日       |
| ------ | -------------------------------------------------- | ------------ | ------------------------ | ----------------- | ---------- | -------------- |
| 第1話  | 「やらなきゃいけないこと」への気の乗らなさ凄い     | 桑原智       | 茅原渡 近藤いずみ 蘇昕喆 | -                 | 茅原渡     | 2022年 10月3日 |
| 第2話  | 5歳児並みの知能がある大型犬                        | 桑原智       | 茅原渡 近藤いずみ 蘇昕喆 | -                 | 茅原渡     | 10月5日        |
| 第3話  | 洗面台にだけ数年前の遺物が残っている理由           | 桑原智       | 前原義宏 清水健一 蘇昕喆 | -                 | 茅原渡     | 10月10日       |
| 第4話  | 日頃の行いの大切さを実感した日                     | 桑原智       | 清水健一 蘇昕喆          | -                 | 茅原渡     | 10月12日       |
| 第5話  | カレーは楽な料理かと思いきや、命がけの料理なんだぜ | 桑原智       | 松島未恵                 | -                 | 茅原渡     | 10月17日       |
| 第6話  | 我が家のどかせない石像                             | 桑原智       | 松島未恵                 | -                 | 茅原渡     | 10月19日       |
| 第7話  | ペットの名前って急にど忘れして一通りの名前言うよね | 桑原智       | 松島未恵                 | -                 | 茅原渡     | 10月24日       |
| 第8話  | バカで良かった                                     | 桑原智       | 松島未恵                 | -                 | 茅原渡     | 10月26日       |
| 第9話  | 犬の優しさと鈍感さ                                 | 桑原智       | 安江菜津美               | 興村忠美          | 茅原渡     | 10月31日       |
| 第10話 | 悲劇のアイスパーティ                               | 桑原智       | 安江菜津美               | -                 | 茅原渡     | 11月2日        |
| 第11話 | バリウムやべぇ                                     | 桑原智       | 安江菜津美               | -                 | 茅原渡     | 11月7日        |
| 第12話 | 揚げ物をすると戦闘民族になる母                     | 桑原智       | 安江菜津美               | 興村忠美          | 茅原渡     | 11月9日        |
| 第13話 | とにかく調査したい猫                               | 桑原智       | 安江菜津美               | -                 | 茅原渡     | 11月14日       |
| 第14話 | みんなに毛づくろいをしてあげたい猫                 | 桑原智       | 安江菜津美               | 薄谷栄之          | 茅原渡     | 11月16日       |
| 第15話 | 絶対爆弾処理しないでほしいタイプ                   | 桑原智       | 松島未恵                 | -                 | 茅原渡     | 11月21日       |
| 第16話 | コタツという名の異空間                             | 桑原智       | 松島未恵                 | 永尾真琴          | 茅原渡     | 11月23日       |
| 第17話 | 猪突猛進な猫                                       | セトウケンジ | セトウケンジ             | -                 | 茅原渡     | 11月28日       |
| 第18話 | 「反省したフリ」を覚えた犬                         | セトウケンジ | セトウケンジ             | -                 | 茅原渡     | 11月30日       |
| 第19話 | 駅で迷子の外国人に出会ってしまった                 | セトウケンジ | セトウケンジ             | 薄谷栄之 永尾真琴 | 茅原渡     | 12月5日        |
| 第20話 | 後ろの人がぷよぷよだった話                         | セトウケンジ | セトウケンジ             | 近藤いずみ        | 茅原渡     | 12月7日        |
| 第21話 | おばあちゃんと孫な猫たち                           | セトウケンジ | セトウケンジ             | -                 | 茅原渡     | 12月12日       |
| 第22話 | 健康を意識して家ヨガを始めたよ                     | セトウケンジ | セトウケンジ             | 薄谷栄之 永尾真琴 | 茅原渡     | 12月14日       |
| 第23話 | 濡れ衣を着せてくる猫                               | セトウケンジ | セトウケンジ             | -                 | 茅原渡     | 12月19日       |
| 第24話 | 寝かしつけの緊張感ヤバい                           | セトウケンジ | セトウケンジ             | 永尾真琴          | 茅原渡     | 12月21日       |
| 第25話 | ”他の猫とは違います”感出してくる猫                 | 桑原智       | 上間由梨                 | 永尾真琴          | 茅原渡     | 2023年 1月11日 |
| 第26話 | 歯医者の定期健診で地獄見た話                       | 桑原智       | 上間由梨                 | -                 | 茅原渡     | 1月16日        |
| 第27話 | 「可愛い」＝自分の犬                               | 桑原智       | 上間由梨                 | 永尾真琴          | 茅原渡     | 1月18日        |
| 第28話 | 風邪ひいたから母に見舞いを頼んだ結果               | 桑原智       | 上間由梨                 | -                 | 茅原渡     | 1月23日        |
| 第29話 | 猫に愛を伝えてみたらね                             | 桑原智       | 上間由梨                 | -                 | 茅原渡     | 1月25日        |
| 第30話 | 結婚式直前に姉を襲った悲劇                         | 桑原智       | 上間由梨                 | 永尾真琴          | 茅原渡     | 1月30日        |
| 第31話 | 「猫チャレンジ」やってみた                         | 桑原智       | 上間由梨                 | 永尾真琴          | 茅原渡     | 2月1日         |
| 第32話 | どうぶつ病院のガチ健康診断                         | 桑原智       | 上間由梨                 | -                 | 茅原渡     | 2月6日         |
| 第33話 | 私の服のヒモを常に狙っている猫                     | 桑原智       | 神崎ユウジ               | -                 | 茅原渡     | 2月8日         |
| 第34話 | 絶対薬を飲まない猫                                 | 桑原智       | 神崎ユウジ               | -                 | 茅原渡     | 2月13日        |
| 第35話 | ねこ語翻訳アプリ使ってみた                         | 桑原智       | 神崎ユウジ               | -                 | 茅原渡     | 2月15日        |
| 第36話 | 「何もない空間を眺める猫」の恐怖                   | 桑原智       | 神崎ユウジ               | -                 | 茅原渡     | 2月20日        |
| 第37話 | ペット飼ってるとスキンケア出来ない件               | 桑原智       | 神崎ユウジ               | -                 | 茅原渡     | 2月22日        |
| 第38話 | 知育ボールで確実にIQを上げていく犬                 | 桑原智       | 神崎ユウジ               | -                 | 茅原渡     | 2月27日        |
| 第39話 | 下まつ毛にマスカラをつけるという世界一繊細な作業   | 桑原智       | 神崎ユウジ               | 永尾真琴          | 茅原渡     | 3月1日         |
| 第40話 | 露骨に態度変えてくるタイプの猫                     | 桑原智       | 神崎ユウジ               | -                 | 茅原渡     | 3月6日         |
| 第41話 | 怒りすら5秒で忘れるタイプの人間                    | 桑原智       | 松島未恵                 | 永尾真琴          | 茅原渡     | 3月8日         |
| 第42話 | 有能な機械はすぐ私を傷つける                       | 桑原智       | 松島未恵                 | -                 | 茅原渡     | 3月13日        |
| 第43話 | ハチャメチャにかつ丼が押し寄せてくる               | 桑原智       | 松島未恵                 | -                 | 茅原渡     | 3月15日        |
| 第44話 | シニア猫のごはん大作戦                             | 桑原智       | 松島未恵                 | -                 | 茅原渡     | 3月20日        |
| 第45話 | 猫のいたずらに反撃した結果                         | 桑原智       | 松井信太郎               | -                 | 茅原渡     | 3月22日        |
| 第46話 | 一人暮らしの恐怖あるある                           | 桑原智       | 松井信太郎               | 永尾真琴          | 茅原渡     | 3月27日        |
| 第47話 | いい感じのスマホ置き場を探して                     | 桑原智       | 松井信太郎               | 永尾真琴          | 茅原渡     | 3月29日        |
| 第48話 | こたつを失ったペットと飼い主                       | 桑原智       | 松井信太郎               | -                 | 茅原渡     | 4月3日         |
| 第49話 | 喉のグルグル音がデカすぎる猫                       | 桑原智       | 永尾真琴                 | -                 | 茅原渡     | 5月17日        |
| 第50話 | 生半可な気持ちで「赤ちゃん」やってない猫           | 桑原智       | 松島未恵                 | 茅原渡            | 茅原渡     | 5月22日        |
| 第51話 | 先輩猫に戦いを挑む、血気盛んな子猫                 | 桑原智       | 松島未恵                 | 近藤いずみ        | 茅原渡     | 5月24日        |
| 第52話 | どんな夢見てるのかすぐわかる猫                     | 桑原智       | 松島未恵                 | 近藤いずみ        | 茅原渡     | 5月29日        |
| 第53話 | 不満があると爪とぎで解消する猫                     | 亀井隆       | 上間由梨                 | 荻達魚            | 茅原渡     | 5月31日        |
| 第54話 | 猫の気持ちを勝手に解釈してごめんなさい             | 亀井隆       | 上間由梨                 | 近藤いずみ 荻達魚 | 茅原渡     | 6月5日         |
| 第55話 | 「喜びの舞」からの切り替えが早い犬                 | 亀井隆       | Jay Ho                   | 顧微              | 茅原渡     | 6月7日         |
| 第56話 | 母親の子守歌がたまらなく好きな猫                   | 亀井隆       | Jay Ho                   | 大張翼            | 茅原渡     | 6月12日        |
| 第57話 | トロ飯を雰囲気で味わおうとする猫                   | 亀井隆       | Jay Ho                   | 大張翼            | 茅原渡     | 6月14日        |
| 第58話 | 時間だけは無限にある猫の犯罪                       | 亀井隆       | Jay Ho                   | 顧微              | 茅原渡     | 6月19日        |
| 第59話 | 見てるこっちが辛くなる顔すな                       | 亀井隆       | Jay Ho                   | 松本勝次          | 茅原渡     | 6月21日        |
| 第60話 | 誰の名を呼んでもかけつける猫                       | 亀井隆       | Jay Ho                   | 松本勝次          | 茅原渡     | 6月26日        |
| 第61話 | 姉への愛の深さに気づいた瞬間                       | 松島未恵     | 松島未恵                 | -                 | 茅原渡     | 6月28日        |
| 第62話 | 自分だけが特別な存在でありたかった犬               | 松島未恵     | 松島未恵                 | 小出知沙          | 茅原渡     | 7月3日         |
| 第63話 | 嘘を嘘と見抜いてくるタイプの猫                     | 桑原智       | 松島未恵                 | -                 | 茅原渡     | 7月5日         |
| 第64話 | 幼馴染をもてなそうとした結果                       | 桑原智       | 松島未恵                 | 小出知沙          | 茅原渡     | 7月10日        |
| 第65話 | 犬にも「絶望」の表情がある                         | 藤原良二     | Jay Ho                   | 陳暁蘭 大張翼     | 茅原渡     | 7月12日        |
| 第66話 | 我が家で一番グルメなのがコイツだ                   | 藤原良二     | Jay Ho                   | 陳暁蘭 大張翼     | 茅原渡     | 7月17日        |
| 第67話 | 私だけが知る甥っ子の秘密                           | 藤原良二     | Jay Ho                   | 陳暁蘭 大張翼     | 茅原渡     | 7月19日        |
| 第68話 | タイミング悪すぎて可哀想な猫                       | 藤原良二     | Jay Ho                   | 陳暁蘭 大張翼     | 茅原渡     | 7月24日        |
| 第69話 | 臭いとクシャミするタイプの猫                       | 藤原良二     | Jay Ho                   | 陳暁蘭 大張翼     | 茅原渡     | 7月26日        |
| 第70話 | 猫の目薬の値段を母に教えた結果                     | 藤原良二     | Jay Ho                   | 大張翼            | 茅原渡     | 7月31日        |
| 第71話 | 推しを生で見たのと同じテンション                   | 藤原良二     | Jay Ho                   | 大張翼            | 茅原渡     | 8月2日         |
| 第72話 | ごはんのやりくりをする猫                           | 藤原良二     | Jay Ho                   | 陳暁蘭 大張翼     | 茅原渡     | 8月7日         |
| 第73話 | 愛憎のはざまにいる姉                               | 桑原智       | 林大至                   | 茅原渡            | 茅原渡     | 8月9日         |
| 第74話 | 不満があるとすぐ一人暮らしを望む猫                 | 加藤もえ     | 林大至                   | 茅原渡            | 茅原渡     | 8月14日        |
| 第75話 | 夏を感じる癒しスポットを見つけた                   | 加藤もえ     | 林大至                   | 茅原渡            | 茅原渡     | 8月16日        |
| 第76話 | 人生を充実させようとする幼馴染                     | 桑原智       | 林大至                   | 茅原渡            | 茅原渡     | 8月21日        |
| 第77話 | 食いしん坊の猫にタイマー式エサ入れを買った         | 桑原智       | 林大至                   | 茅原渡            | 茅原渡     | 8月23日        |
| 第78話 | とにかく猫用TVが見たい猫たち                       | 加藤もえ     | 林大至                   | 茅原渡            | 茅原渡     | 8月28日        |
| 第79話 | 喜怒哀楽がわかりやすい奴                           | 加藤もえ     | 林大至                   | 茅原渡            | 茅原渡     | 8月30日        |
| 第80話 | 猫の世界にもある上下関係                           | 加藤もえ     | 林大至                   | 茅原渡            | 茅原渡     | 9月4日         |
| 第81話 | 優しさ成分多めに配合された猫                       | 加藤もえ     | Jay Ho                   | 大張翼 陳暁蘭     | 茅原渡     | 9月6日         |
| 第82話 | かわいそうなお母さんを演じる母                     | 桑原智       | Jay Ho                   | 大張翼 陳暁蘭     | 茅原渡     | 9月11日        |
| 第83話 | ついに「液体化」を覚えた猫                         | 加藤もえ     | Jay Ho                   | 大張翼 陳暁蘭     | 茅原渡     | 9月13日        |
| 第84話 | 未知の世界に足を踏み入れてしまった猫               | 加藤もえ     | Jay Ho                   | 大張翼 陳暁蘭     | 茅原渡     | 9月18日        |
| 第85話 | 「これはどこで買ったの？」攻撃にダメージ受ける奴   | 桑原智       | Jay Ho                   | 大張翼 陳暁蘭     | 茅原渡     | 9月20日        |
| 第86話 | 猫がハマってる深夜の歌手活動                       | 加藤もえ     | Jay Ho                   | 大張翼 陳暁蘭     | 茅原渡     | 9月25日        |
| 第87話 | たまには一人になりたい時がある                     | 桑原智       | Jay Ho                   | 大張翼 陳暁蘭     | 茅原渡     | 9月27日        |

### 放送・配信
2022年10月3日よりフジテレビ系列『ポップUP!』内にて毎週月曜・水曜に放送。2023年1月11日から9月27日まで『ぽかぽか』内に移動して放送された。4月3日まで放送されたのち、5月17日より第2弾が同番組内にて放送。
インターネットでは、YouTube、FOD、TVer、GYAO!、Amazon Prime Video、dアニメストア（本店・ニコニコ支店・for Prime Video）、dTV、J:COMオンデマンド、milplus、U-NEXT、アニメ放題、バンダイチャンネル、ひかりTV、GYAO!ストア、HAPPY!動画、music.jp、Rakuten TV、ビデオマーケットにて配信。

## コラボレーション・タイアップ
JR北海道
2024年12月6日から2025年2月26日までコラボレーションスタンプラリー「まめきちまめこ 鉄道旅の日常」を実施。